# Вулиця Шевченка (Київ, Солом'янський район)
Ву́лиця Шевче́нка — вулиця у Солом'янському районі міста Києва, селище Жуляни. Пролягає від вулиці Сергія Колоса до Кільцевої дороги.
Прилучаються вулиці Котляревського, Повітрофлотська, Кооперативна, Отця Анатолія Жураковського, провулок Шевченка (двічі), Робітнича.

## Історія
Основна частина вулиці зафіксована ще на картах Київської губернії 1860-х років та 1891 року, називалася, ймовірно, за назвою одного з кутків села, через які проходила (Командирівщина, Забара). Сучасну назву на честь українського поета Тараса Шевченка отримала не раніше 1930-х років.
У середній частині вулиці місцями збереглася забудова 1-ї третини XX століття.